# Американо-русская торговая компания
Американо-русская торговая компания (иногда Американская русская торговая компания), АРТК (англ. American Russian Commercial Company, ARCC), американская акционерная компания. 

## Учреждение
Основана осенью 1852 года (по другим данным – в 1853 году) группой коммерсантов из г. Сан-Франциско, с целью перепродажи доставляемого из Русской Америки (районов Аляски) в Калифорнию льда, дефицитного в этой части США и по этой причине сулившего большие прибыли. Компанию также некоторое время называли "Ледяной" (англ. “The Ice Company”). До создания АРТК лед возили в Калифорнию с большими сложностями от южной оконечности Южной Америки. 
Первым президентом компании стал Беверли Шюн Сэндерс (англ. Sanders, Beverly Chune) (1808–1883). По словам содействовавшего основанию компании агента Российско-американской компании (РАК), а в будущем российского консула в Сан-Франциско Петра С. Костромитинова, условия работы новой фирмы «были чрезвычайно выгодны» для РАК, поскольку последняя, «не затрачивая капитала и не рискуя ничем, получала круглым числом по 25 долларов за тонну, которая обходилась ей по приблизительной смете не более 2,50 долларов». 
По информации Костромитинова, на протяжении 1852–1853 годов из Ново-Архангельска было вывезено 1133 тонн льда, а в 1854 году – еще 2869 тонн, в результате чего РАК получила крупную по тому времени сумму 89 тыс. долларов. В 1855 году объем поставок льда составил уже 3385 тонн. Всего за период 1852–1862 гг. из Русской Америки было вывезено 27,5 тыс. тонн льда.  В 1850-х годах 250 тонн льда стоили приблизительно 18750 долларов (или примерно 560 000 долларов в деньгах 2019 года).
Готовясь к морскому путешествию, лед упаковывали в опилки, которых в то время на Ситке было мало. Чтобы исправить положение, АРТК профинансировала строительство лесопильных заводов на Ситке и Кадьяке – первых предприятий такого рода, построенных на русской Аляске.
Прибыльность торговли льдом вызвала конкуренцию с другими поставщиками льда в Калифорнию, что вынудило РАК снизить цену. Переговоры Российско-американской компании и правительства Российской империи с АРТК привели к расширению номенклатуры статей торговли:  ассортимент был дополнен рыбой, углем и лесом. Контракт об этом между РАК и АРТК, подписанный в июне 1854 году, вступил в силу в октябре 1855 году со сроком действия на 20 лет. Со своей стороны, АРТК подключилась к снабжению Русской Америки и Камчатки необходимыми товарами и к строительству кораблей для российского флота.

## АРТК и Крымская война
Во время Крымской войны руководство РАК опасалось, что относительно незащищенные колонии и торговые суда вдоль побережья Тихого океана будут подвергаться нападениям со стороны британской Компании Гудзонова залива (имевшей свои форпосты в западной части Канады, особенно на острове Ванкувер). Стремясь защитить свои интересы, РАК фиктивно «продала» свои транспортные активы АРТК, которая затем благополучно могла осуществлять транспортировку под нейтральным американским флагом. Хотя продажа была в значительной степени фарсом, вполне реальным результатом сделки было то, что АРТК получила контроль над экспортно-импортным бизнесом в Русской Америке, и это обстоятельство способствовало снижению влияния РАК и Российской империи в Северной Америке.

## Завершение деятельности
Успех АРТК был относительно недолгим. Появление железной дороги и ее расширение на восток в сторону хребта Сьерра-Невада дало калифорнийцам новый, более дешевый источник льда. Диверсификация бизнеса, другие коммерческие проекты АРТК никогда не были такими успешными, как торговля льдом, и компания в конечном итоге прекратила существование после 1860 года.